# Carla Candiani
Carla Candiani (* 9. Februar 1916 in Legnano; † 2. Juli 2005) war eine italienische Schauspielerin.

## Leben
Candiani war eine aktive Sportlerin und studierte Fremdsprachen, als sie 1937 nach Rom kam, wo sie bald (nach einer Nebenrolle in Mario Bonnards Il feroce Saladino) Aufmerksamkeit als englische Dame, die den Untaten einer Bande von Nichtsnutzen entgehen kann, in L'albergo degli assenti erregte. Nach etlichen vergessenen Filmen folgte die kurze, aber wichtige Rolle der Marchesa Attavanti in einer Verfilmung der Oper La Tosca aus dem Jahr 1941 sowie Auftritte in zwei Emilio-Salgari-Verfilmungen. Nach einigen weiteren unbedeutenden Rollen, denen auch 1948 (nach 5 Jahren Pause) keine wichtigeren mehr folgten, verlor sie gänzlich das Interesse an ihrer Filmkarriere und widmete sich einem mondänen Leben, das sie als Frau des Grafen Neni da Zara bis zu ihrem Tode führen konnte.
1994 wurde die Gräfin Opfer eines Raubüberfalles.

## Filmografie (Auswahl)
- 1937: Il feroce Saladino
- 1941: Tosca (La Tosca)
- 1948: La Revanche de Baccarat